# Zonocryptus vittatus
Zonocryptus vittatus là một loài tò vò trong họ Ichneumonidae.